# Dayi
Dayi o Daiye fou un principat al sud d'Urartu, a l'est de les muntanyes Nipur (Herakul Dağ) al sud del llac Van. Aquest país podria estar a la moderna província d'Hakkari, al l'oest, i no a l'est com assenyalen algunes fonts, del llac Urmia. El 696 aC Sennàquerib feu una expedició a les muntanyes Nipur al sud-oest del llac Urmia, on els muntanyesos locals foren derrotats i les seves ciutats devastades. Des d'aquestes muntanyes els assiris es van dirigir a la ciutat d'Ukki al país de Dayi (a l'est de les muntanyes Nipur). El rei Maniyai fou posat en fuita i perseguit, i la seva ciutat destruïda.